# Сузана фон Пфалц-Зулцбах
Сузана фон Пфалц-Зулцбах (на немски: Susanna von Pfalz-Sulzbach; * 6 юни 1591, Зулцбах; † 21 февруари 1661, Нюртинген) от фамилията Вителсбахи, е пфалцграфиня от Пфалц-Зулцбах и чрез женитба пфалцграфиня на Велденц, в Гутенберг (Бавария) и в Лютцелщайн (на френски: La Petite-Pierre) при Цаберн/Елзас.

## Живот
Дъщеря е на пфалцграф и херцог Ото Хайнрих фон Зулцбах (1556 – 1604) и съпругата му принцеса Доротея Мария фон Вюртемберг (1559 – 1639), дъщеря на херцог Кристоф фон Вюртемберг(1515 – 1568) и принцеса Анна Мария фон Бранденбург-Ансбах (1526 – 1589).
Сузана се омъжва на 6 юни 1613 г. в Нойбург за пфалцграф Георг Йохан II фон Пфалц-Велденц-Лютцелщайн (* 24 юни 1586; † 29 септември 1654), най-малкият син на пфалцграф Георг Йохан I фон Пфалц-Велденц (1543 – 1592) и съпругата му принцеса Анна Мария Шведска (1545 – 1610), дъщеря на шведския крал Густав I Васа.
След смъртта на съпруга ѝ Георг Йохан II през 1654 г. териториите са наследени от племенника му Леополд Лудвиг. Сузана умира на 21 февруари 1661 г. в Нюртинген на 69 години и е погребана в църквата в Лютцелщайн при Цаберн/Елзас.

## Деца
Сузана и Георг Йохан II имат децата:
- Георг Ото (25 септември 1614 – 30 август 1635)
- Анна Мария (20 юни 1616 – 13 септември 1616)
- Йохан Фридрих (5 септември 1617 – 21 февруари 1618)
- Филип Лудвиг (4 октомври 1619 – 19 март 1620)